# Хорр, Билл
Маркис Франклин «Билл» Хорр (англ. Marquis Franklin Horr; 2 мая 1880, Мансвилл — 1 июля 1955, Сиракьюс) — американский легкоатлет, серебряный и бронзовый призёр летних Олимпийских игр 1908.
На Играх 1908 года в Лондоне Хорр участвовал в четырёх дисциплинах. Он занял второе место в метании диска греческим стилем и третье вольным стилем. Также, он стал шестым в толкании ядра и метании молота, а вместе со своей командой по перетягиванию каната остановился на четвертьфинале.